# Polistes nigrifrons
Polistes nigrifrons är en getingart som beskrevs av Smith 1859. Polistes nigrifrons ingår i släktet pappersgetingar, och familjen getingar.

## Underarter
Arten delas in i följande underarter:
- P. n. obdurus
- P. n. stotherti